# Herb kraju pilzneńskiego

Herb kraju pilzneńskiego

Herb kraju pilzneńskiego to jeden z symboli tego kraju. 

## Opis herbu
Tarcza herbowa czwórdzielna w krzyż.
- W polu pierwszym, czerwonym, srebrny lew wspięty o podwójnym ogonie w złotej koronie.
- W polu drugim, zielonym, dwugarbny złoty wielbłąd zwrócony w lewo[1].
- W polu trzecim, zielonym, dwa pasy poziome srebrny i złoty oddzielone od siebie.
- W polu czwartym, czerwonym, srebrna romańska rotunda z absydą i złotym krzyżem na dachu.

Identyczny wzór posiada heraldyczna flaga kraju.

## Uzasadnienie symboliki herbu
Lew w pierwszym polu był początkowo herbem dynastii Przemyślidów, aby stopniowo stać się herbem Bohemii i całego Królestwa Czech. Wielbłąd pochodzi z herbu Pilzna, stolicy kraju. Zielona barwa trzeciego pola ma symbolizować zalesioną granicę Szumawy i Lasu Czeskiego. Srebrny pas to rzeka Berounka, a pas złoty to rzeka Otava. Rotunda z pola czwartego to pilzneńska rotunda pw. świętych Piotra i Pawła.